# Liivjärv
Liivjärv (est. Liivjärv (Kurtna Liivjärv)) – jezioro w gminie Illuka, w prowincji Virumaa Wschodnia, w Estonii. Położone jest na terenie obszaru chronionego krajobrazu Kurtna (est. Kurtna maastikukaitseala). Ma powierzchnię 4,7 hektara, linię brzegową o długości 963 m, długość 450 m i szerokość 160 m. Jest otoczone podmokłym lasem. Jest jednym z 42 jezior wchodzących w skład pojezierza Kurtna (est. Kurtna järvestik). Sąsiaduje z jeziorami Kastjärv, Rääkjärv, Lusikajärv, Kulpjärv.